# Gare du Futuroscope
La gare du Futuroscope est une gare ferroviaire française de la ligne de Paris-Austerlitz à Bordeaux-Saint-Jean, située sur le territoire de la commune de Chasseneuil-du-Poitou, dans le département de la Vienne, en région Nouvelle-Aquitaine.
C'est une gare de la Société nationale des chemins de fer français (SNCF), desservie par des TGV et des trains régionaux du réseau TER Nouvelle-Aquitaine.

## Situation ferroviaire
Établie à 66 mètres d'altitude, la gare du Futuroscope est située au point kilométrique (PK) 326,075 de la ligne de Paris-Austerlitz à Bordeaux-Saint-Jean, entre les gares de Jaunay-Clan et de Chasseneuil.

## Histoire
Mise en service le 28 mai 2000 avec l'arrivée du premier TGV à 9 h 27, puis inaugurée le 13 juin 2000, la gare est en forme de triangle demi-carré d'environ 70 mètres de côté. Le bâtiment, propriété du conseil départemental, est un grand espace de verre protégé par un toit de forme aérodynamique, suggérant la vitesse, le voyage. L'hypoténuse du triangle, orientée au Sud-Ouest, permet un bon ensoleillement des gradins intérieurs en pleine journée. Une passerelle de 330 mètres située à l'opposé des quais, partant du sommet ouest du triangle, permet un accès direct en deux minutes au Parc du Futuroscope par l'enjambement de la RD 910 (ancienne route nationale 10), débouchant entre l'Omnimax et le Pavillon des Robots.
Établie sur une voie ferrée classique (la ligne de Paris-Austerlitz à Bordeaux-Saint-Jean), la gare est desservie par des TGV et, depuis le 14 décembre 2014, par des TER Poitou-Charentes (désormais TER Nouvelle-Aquitaine). L'affluence des voyageurs ferroviaires vers le Futuroscope s'avère beaucoup plus faible que prévu avant la création de la gare. Cette faible fréquentation a engendré en quelques années la fermeture des boutiques au sein de la gare : seule la billetterie du Parc du Futuroscope, près de la passerelle, ainsi que le service de bagagerie Gare-Hôtels existent encore.
La desserte de la gare est paradoxalement pénalisée par l'ouverture de la LGV Sud Europe Atlantique à l'été 2017, date à partir de laquelle seul un nombre restreint de TGV continue d'emprunter la ligne classique entre Saint-Pierre-des-Corps et Poitiers en desservant également la gare de Châtellerault.
Financée principalement par le conseil départemental de la Vienne, elle a coûté 9,3 M€ ; étant donné la faiblesse du trafic, (70 000 voyageurs par an), la Cour des comptes a calculé que chaque voyageur représentait une charge de 4,38 € de subventions publiques.
En 2022, selon les estimations de la SNCF, la fréquentation annuelle de la gare est de 169 451 voyageurs. Ce nombre s'élève à 94 594 en 2021, à 74 475 en 2020, à 153 691 en 2019, à 134 012 en 2018, à 178 385 en 2017 et à 176 508 en 2016.
Depuis avril 2024, les guichets sont fermés.

## Service des voyageurs

### Accueil

Le hall.

Gare SNCF, elle dispose d'un bâtiment voyageurs ouvert tous les jours. Elle est équipée de deux quais latéraux desservant deux voies situées en évitement de la ligne principale. Le changement de quai se fait par un passage supérieur.

### Desserte
La gare du Futuroscope est desservie par des TGV de la relation Paris-Montparnasse – Poitiers et par des trains du réseau TER Nouvelle-Aquitaine circulant entre Châtellerault et Poitiers. Certains sont prolongés ou amorcés respectivement à Tours d'un côté, à Angoulême de l'autre.

### Intermodalité

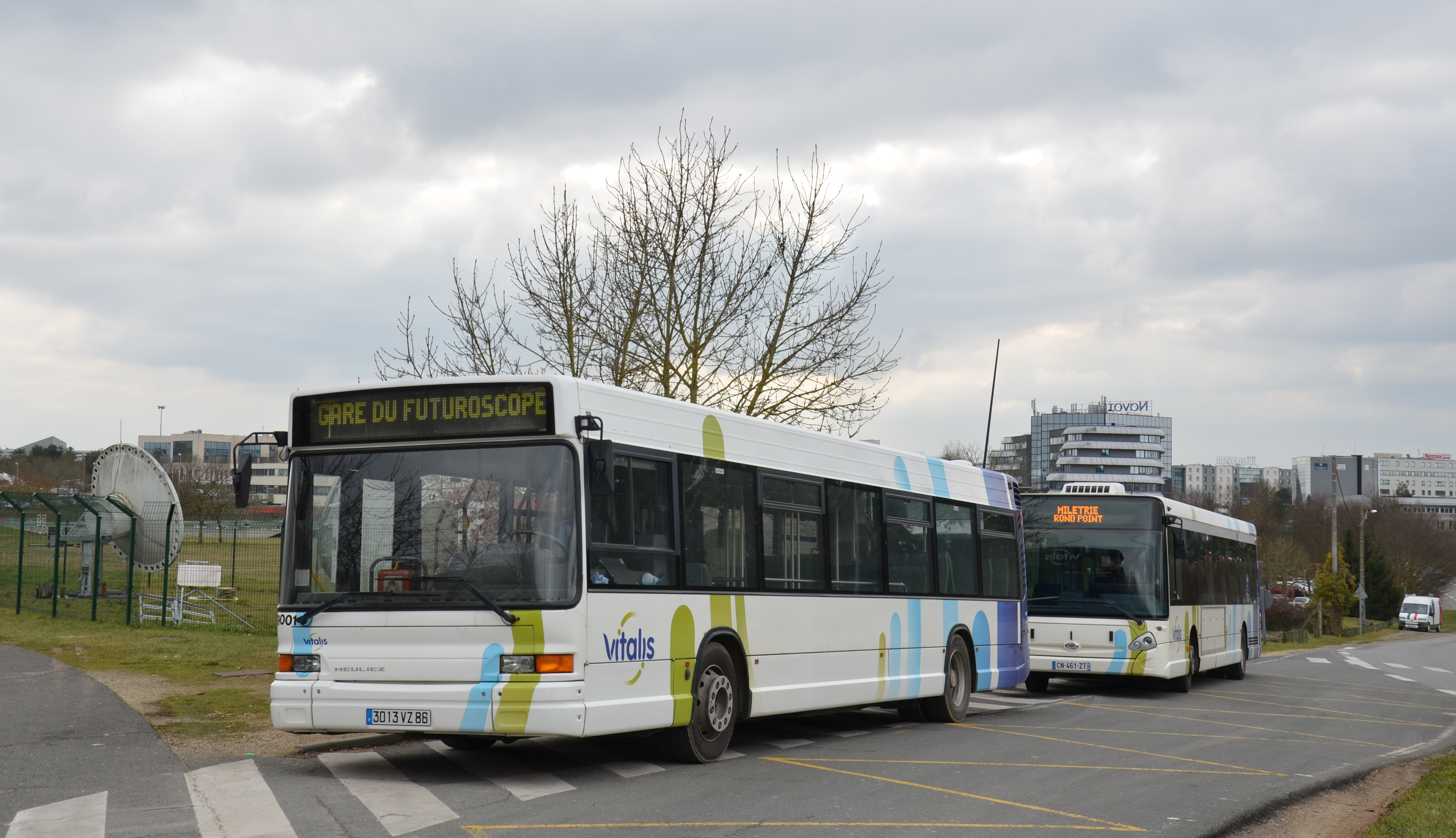
Un bus du réseau Vitalis au terminus Futuroscope Lycée Pilote.

La gare est desservie par des bus du réseau urbain Vitalis (lignes : 21, 30 et E), ainsi que par les cars du réseau interurbain de la Vienne (lignes : 100 et 101).
À cela s'ajoutent les lignes scolaires FU01 à FU04, qui relient la gare à plusieurs établissements de Poitiers (notamment les lycées Le Dolmen et Aliénor d'Aquitaine).